# 争取进步联盟
争取进步联盟（英語：Alliance for Progress），是由美国总统约翰·肯尼迪1961年发起的旨在推动北美与南美经济合作的一场运动。这项援助意在反对从古巴到美国日益膨胀的共产主义威胁。

## 起源及目标
1961年3月，肯尼迪为拉丁美洲提出了一个十年计划：
|  | ...我们计划使美洲完成革命，来建立一个所有人都能期待合适生活标准、所有人都能享受尊严和自由的半球。为了达成政治自由的目标，物质生活的进步是必须的。让我们再一次将美洲大地变成变革的理念和努力的熔炉，变成自由的人民创造性力量的证明，变成自由与进步并肩前行的榜样。让我们再一次唤醒美洲革命直到它引导各地的人们起来斗争-不是以帝国主义的武力和威慑，而是用勇气与自由的法则以及人类对未来的憧憬。” |

该计划正式于1961年8月乌拉圭的美洲国家会议签署，其目标是：
- 个人平均所得年增长2.5%，
- 建立民主政府，
- 1970年以前消灭成年文盲，
- 物价稳定，避免通货膨胀和通货紧缩，
- 收入分配公平化、土地改革，以及
- 经济和社会计划。[2][3]

## 美国对拉美的援助
1962年至1967年美国每年向拉美国家提供14亿，算上新投资则为33亿。
但1960年代末理查德·尼克松入主白宫后美援数额急剧下降。